# Kelloggella centralis
Kelloggella centralis és una espècie de peix de la família dels gòbids i de l'ordre dels perciformes.